# Анжелік Бертене
Анжелік Бертене (фр. Angélique Berthenet; нар. 18 вересня 1976, Мелен, департамент Сена і Марна, регіон Іль-де-Франс) — французька борчиня вільного стилю, срібна призерка чемпіонату світу, чемпіонка та чотириразова бронзова призерка чемпіонатів Європи, учасниця Олімпійських ігор.

## Життєпис
Боротьбою почала займатися з 1983 року. У 1993 році стала срібною призеркою чемпіонату світу серед юніорів.
Виступала за борцівський клуб ESL Даммарі. Тренер — Річард Челмовський.
Взяла участь у перших Олімпійських іграх 2004 року, до дисциплін яких була вперше включена жіноча боротьба. Здобувши там дві перемоги, Анжелік Бертене поступилася у півфіналі японці Ітьо Тіхару. Поєдинок за бронзову нагороду в найлегшій вазі став першим за часом в історії жіночої боротьби на Олімпійських іграх. В ньому Анжелік Бертене не скористалась шансом стати першою олімпійською медалісткою в змаганнях з боротьби серед жінок. Вона поступилась американці Патрісії Міранді, яка й завоювала бронзову медаль.

## Спортивні результати на міжнародних змаганнях

### Виступи на Олімпіадах
| Змагання                    | Збірна  | Вагова категорія          | Місце |
| --------------------------- | ------- | ------------------------- | ----- |
| Літні Олімпійські ігри 2004 | Франція | жіноча боротьба, до 48 кг | 4     |

### Виступи на Чемпіонатах світу
| Змагання                        | Збірна  | Вагова категорія          | Місце  |
| ------------------------------- | ------- | ------------------------- | ------ |
| Чемпіонат світу з боротьби 1996 | Франція | жіноча боротьба, до 47 кг | Срібло |
| Чемпіонат світу з боротьби 1997 | Франція | жіноча боротьба, до 51 кг | 4      |
| Чемпіонат світу з боротьби 1998 | Франція | жіноча боротьба, до 51 кг | 11     |
| Чемпіонат світу з боротьби 2003 | Франція | жіноча боротьба, до 48 кг | 6      |

### Виступи на Чемпіонатах Європи
| Змагання                         | Збірна  | Вагова категорія          | Місце  |
| -------------------------------- | ------- | ------------------------- | ------ |
| Чемпіонат Європи з боротьби 1996 | Франція | жіноча боротьба, до 47 кг | Золото |
| Чемпіонат Європи з боротьби 1997 | Франція | жіноча боротьба, до 51 кг | Бронза |
| Чемпіонат Європи з боротьби 1998 | Франція | жіноча боротьба, до 51 кг | Бронза |
| Чемпіонат Європи з боротьби 2002 | Франція | жіноча боротьба, до 48 кг | Бронза |
| Чемпіонат Європи з боротьби 2003 | Франція | жіноча боротьба, до 48 кг | Бронза |
| Чемпіонат Європи з боротьби 2004 | Франція | жіноча боротьба, до 48 кг | 4      |

### Виступи на інших змаганнях
| Змагання                  | Збірна  | Вагова категорія          | Місце  |
| ------------------------- | ------- | ------------------------- | ------ |
| Austrian Ladies Open 2002 | Франція | жіноча боротьба, до 48 кг | Золото |
| Тестовий турнір FILA 2004 | Франція | жіноча боротьба, до 48 кг | 6      |
| Austrian Ladies Open 2004 | Франція | жіноча боротьба, до 48 кг | 4      |

### Виступи на змаганнях молодших вікових груп
| Змагання                                      | Збірна  | Вагова категорія          | Місце  |
| --------------------------------------------- | ------- | ------------------------- | ------ |
| Чемпіонат світу з боротьби серед юніорів 1993 | Франція | жіноча боротьба, до 48 кг | Срібло |